# 547 pr. n. št.

## Dogodki
- Bitka pri Pteriji
- Bitka pri Timbri
- Obleganje Sard

## Smrti
Okoli tega leta naj bi umrl Tales in Anaksimander, starogrški filozof, matematik, astronom.